# 진신류
진신류은 2000년대 말부터 사용되기 시작한 남한의 신조어로 '진보신당류'의 줄임말이다. 진신류는 이념적으로 사회민주주의를 지지하지만 정치적 올바름, 페미니즘, LGBT 권리 등 미국식 자유주의 의제를 적극적으로 수용한다.

## 같이 보기
- 진보신당
- 소셜 저스티스 워리어